# 柳京村
柳京村主教 （韓語：유경촌；1962年9月4日—2025年8月15日；聖名Timothy）是已故天主教首爾總教區輔理主教。

## 簡傳
1962年9月4日，柳京村生於韓國首爾中林洞，是六位兄妹中最小的孩子，1980年和1984年分別畢業於誠信高中和韓國天主教大學。
1988年，柳京村到德國維爾茨堡大學留學了，他其後於1992年1月30日領受司鐸聖秩。晉鐸後，他在德國法蘭克福的聖格奧爾根大學獲得了神學博士學位。
2013年12月30日，教宗方濟各任命柳京村為天主教首爾總教區的輔理主教，他於2014年2月5日領受主教聖秩。
2025年8月15日，柳京村因為膽道癌而離世，享壽62歲。